# Günter Amendt
Günter Amendt (* 8. Juni 1939 in Frankfurt am Main; † 12. März 2011 in Hamburg) war ein deutscher Sozialwissenschaftler und Autor. Er befasste sich vor allem mit den Themen Sexualität und Drogen.

## Leben
Günter und sein Zwillingsbruder Gerhard Amendt waren Söhne der verheirateten Angestellten Wilhelm Amendt und Paula Amendt, geb. Zielfleisch. Sie wuchsen in Frankfurt am Main bei der alleinerziehenden Mutter auf. Der Vater war 1942 als Soldat gestorben. Als „prägende Erfahrung“ seiner Jugend und Beginn seiner Politisierung bezeichnete Günter Amendt Probleme mit der Anerkennung als Kriegsdienstverweigerer in den 1950er Jahren.  Nach dem Realschulabschluss und einer Ausbildung zum Mineralölkaufmann machte er das Abitur auf dem Zweiten Bildungsweg am Hessenkolleg. Er studierte anschließend an der Universität Berkeley, der Universität Frankfurt und der Universität Gießen Soziologie, Psychologie und Germanistik. Er bezeichnete sich als Schüler Adornos, bei dem er in Frankfurt Soziologie studiert hatte. In Gießen wurde er 1974 mit einer empirischen Untersuchung zum Sexualverhalten von Jugendlichen in der Drogensubkultur promoviert. Politisch betätigte er sich während seiner Studienzeit zunächst im Sozialistischen Deutschen Studentenbund (dort zeitweise als Vorstandssprecher) und nach dessen Auflösung in der neu gegründeten Deutschen Kommunistischen Partei.
In den 1970er Jahren war er freier Mitarbeiter des damaligen Instituts für Sexualforschung (heute: Institut für Sexualforschung und Forensische Psychiatrie) im Universitätsklinikum Hamburg-Eppendorf und gehörte dem Vorstand der Deutschen Gesellschaft für Sexualforschung an. Aus dieser Zeit stammen seine bekanntesten Bücher Sexfront (seit 1970 mehr als 400.000 Exemplare) und Das Sex-Buch (1979). Amendt bezeichnete sich selbst als „einen Mann, der aus seiner Homosexualität keinen Hehl macht“.
Ab dem Jahr 1976 war er als Autor der Zeitschrift konkret tätig und veröffentlichte mehr als 130 Artikel. Für einige Zeit war er auch deren Redakteur. Im Jahr 1978 begleitete er auf Einladung des Impresarios Fritz Rau den Sänger Bob Dylan und dessen Band auf einem Teil ihrer Europatournee. Er sollte den Musikern während der Reise bei Fragen über die Bundesrepublik Deutschland Auskunft geben.
Anfang der 1990er Jahre zog sich Amendt aus der sexualwissenschaftlichen und sexualpolitischen Diskussion zurück. Die Schwerpunkte seiner späteren Arbeit waren Drogenpolitik und das Drogenproblem. Er arbeitete als Therapeut in einer Hamburger Drogenklinik und veröffentlichte mehrere Bücher zum Thema, darunter No drugs – no future. Er war ein Kritiker der Keine-Macht-den-Drogen-Kampagne.
Für den Hörfunk schrieb er zahlreiche Radio-Features, Hörspiele und Essays, zum Beispiel die dreistündigen Lange Nacht zum Sechzigsten von Bob Dylan (Juni 2001) und Die Lange Nacht vom LSD (März 2008) – beide vom Deutschlandfunk ausgestrahlt.
Im Jahr 2002 las Amendt, gemeinsam mit dem Schauspieler Martin Semmelrogge und dem Musiker Smudo, den 1971 von Hunter S. Thompson geschriebenen Roman Fear and Loathing in Las Vegas ein. Die Session wurde aufgezeichnet, umfasste am Ende 3:57 Stunden und wurde von Kein & Aber Records veröffentlicht. Gemeinsam mit Semmelrogge und Smudo ging er 2000/01 mit einer leicht gekürzten Fassung des Werks auf Lesetour durch Deutschland.
Amendt wohnte und arbeitete in Hamburg. Dort kam er am 12. März 2011 ums Leben, als er zusammen mit anderen Personen auf dem Gehweg von einem Auto erfasst wurde. Bei dem Unfall starben auch Dietmar Mues und dessen Ehefrau Sibylle, die mit Amendt eng befreundet waren, sowie die Bildhauerin Angela Kurrer; der Schauspieler Peter Striebeck und seine Frau wurden verletzt. Der an Epilepsie leidende Unfallverursacher hatte in den Vorjahren bereits mehrere schwere Verkehrsunfälle verursacht. Der Angeklagte wurde wegen fahrlässiger Tötung und fahrlässiger Körperverletzung zu dreieinhalb Jahren Freiheitsstrafe verurteilt. Das Gericht ordnete den Entzug der Fahrerlaubnis an.
Aus Anlass des 75. Geburtstages wurde posthum von Andreas Loebell im Mai 2014 eine Sammlung von drogenpolitischen Vorträgen Amendts publiziert. Einige der Vorträge sind auf der Website des Verlags als Hörbeispiele abrufbar.
Wenige Monate vor seinem Tod hielt Amendt auf dem 19. Jahreskongress der Deutschen Gesellschaft für Suchtmedizin (DGS) im November 2010 einen Vortrag unter dem Titel Die Pharmakologisierung des Alltags – Wie die Bereitschaft Körper und Seele chemisch zu stimulieren eine neue Drogenrealität schafft. Mit Zustimmung der jüngeren Schwester Doris Amendt-Gielau wurde von der DGS der Originaltext aus dem Nachlass veröffentlicht.

## Rechtslage zumSex-Buch
Zwei deutsche Amtsgerichte stuften ein im Sex-Buch abgedrucktes Foto als „kinderpornografisch“ ein. Damit könnte bereits der bloße Besitz eines der insgesamt etwa 200.000 verkauften Exemplare dieses populären Aufklärungsbuchs strafbar sein. Das Amtsgericht Mannheim ließ im Dezember 1998 beim Herausgeber einer Schülerzeitung, in der das Bild abgedruckt wurde, neben den Restexemplaren der Zeitschrift selbst auch die in seinem Besitz befindlichen Exemplare von Amendts Büchern Sexfront und Das Sex-Buch beschlagnahmen. In einem anderen Fall bezeichnete das Amtsgericht Mühldorf am Inn das Bild als „eindeutig kinderpornographisches Material“ und erwirkte im November 1999 gegen eine Privatperson eine Hausdurchsuchung wegen seines Besitzes. Allerdings existiert bisher kein bundesweit gültiger gerichtlicher Beschlagnahmungsbeschluss nach § 184b StGB und es wurde auch keine Indizierung durch die Bundesprüfstelle für jugendgefährdende Medien ausgesprochen. Daher wird das Buch im Buch- und Antiquariatshandel angeboten und von öffentlichen Bibliotheken für Personen jedes Alters zur Ausleihe bereitgehalten.

## Schriften
- Nachwort zu: Kriegsdienstverweigerung oder Gilt noch das Grundgesetz? Heinz Liepman (Hrsg.) rororo-aktuell 885, Rowohlt, Reinbek 1966.
- (Hrsg.) Kinderkreuzzug oder Beginnt die Revolution an den Schulen? Rowohlt, Reinbek 1968, ISBN 3-499-11153-5.
- Sexfront. März, Frankfurt am Main 1970; zuletzt in: Die große März-Kassette. Area, Erftstadt 2004, ISBN 3-89996-029-7[24]
- Zur sexualpolitischen Entwicklung nach der antiautoritären Schüler- und Studentenbewegung. In: Hans-Jochen Gamm, Friedrich Koch (Hrsg.): Bilanz der Sexualpädagogik. Frankfurt am Main / New York 1977, S. 17 ff.
- Sexfront. Revisited.  In: Zeitschrift für Sexualforschung. 19. Jg., 2006, Heft 2, S. 159 ff.
- Sucht, Profit, Sucht. Politische Ökonomie des Drogenhandels. März, Frankfurt am Main 1972; Rowohlt, Reinbek 1990, ISBN 3-499-18777-9.
- Haschisch und Sexualität. Eine empirische Untersuchung über die Sexualität Jugendlicher in der Drogensubkultur. Enke, Stuttgart 1974, ISBN 3-432-01836-3.
- Das Sex-Buch. Weltkreis, Dortmund 1979; Rowohlt, Reinbek 1996, ISBN 3-499-19945-9.
- Reunion Sundown, Jokerman 84 revisits Highway 61. Eine Robertage über Dylans Europa-Tournee 1984. Zweitausendeins, Frankfurt am Main 1985.
- Der große weiße Bluff. Die Drogenpolitik der USA. Eine Reportage. Konkret, Hamburg 1987, ISBN 3-922144-65-9.
- (Hrsg.) Natürlich anders. Zur Homosexualitätsdiskussion in der DDR. Pahl-Rugenstein, Köln 1989, ISBN 3-7609-1293-1.
- The Never Ending Tour. Günter Amendt über Bob Dylan. Konkret, Hamburg 1991, ISBN 3-89458-104-2.
- Die Droge – Der Staat – Der Tod. Auf dem Weg in die Drogengesellschaft. Rasch und Röhring, Hamburg 1992; Rowohlt, Reinbek 1996, ISBN 3-499-19942-4.
- XTC. Ecstasy und Co. Alles über Partydrogen. Rowohlt, Reinbek 1997, ISBN 3-499-60425-6.
- Back to the Sixties. Bob Dylan zum Sechzigsten. Konkret, Hamburg 2001, ISBN 3-89458-199-9.
- No Drugs – no Future. Drogen im Zeitalter der Globalisierung. Zweitausendeins, Frankfurt am Main 2003, ISBN 3-203-75013-9.
- Die Legende vom LSD. Zweitausendeins, Frankfurt am Main 2008, ISBN 978-3-86150-862-5.
- mit Gunter Schmidt und Volkmar Sigusch: „Sex tells.“ Sexualforschung als Gesellschaftskritik. Konkret, Hamburg 2011, ISBN 978-3-930786-61-9.
- Legalisieren! Vorträge zur Drogenpolitik. Herausgegeben von Andreas Loebell. Rotpunktverlag, Zürich 2014 (mit beigelegter CD: Günter Amendt spricht), ISBN 978-3-85869-590-1.

## Nachrufe
- Jan Feddersen: Kämpfer gegen das sexuelle Igittigitt. Spiegel online, 14. März 2011. Derselbe: Im Dienste der Lust. taz.de, 15. März 2011.
- Frank Schäfer: Der Chefaufklärer mit der gelben Fibel. Zeit online, 14. März 2011
- Arno Widmann: Vier Tote, Sex und Drogen. Frankfurter Rundschau online, 14. März 2011
- Peter Degkwitz: Nachruf für Günter Amendt. In: Suchttherapie. Heft 2, Mai 2011.